# 斯帕拉尼塞
斯帕拉尼塞（義大利語：Sparanise），是意大利卡塞塔省的一个市镇。总面积18平方公里，人口7419人，人口密度412.2人/平方公里（2009年）。ISTAT代码为061089。